# Aulacorhynchus
Aulacorhynchus är ett fågelsläkte i familjen tukaner inom ordningen hackspettartade fåglar som förekommer i Latinamerika från östra Mexiko söderut till sydöstra Bolivia. AviList erkänner följande arter i släktet:
- Smaragdtukanett (A. prasinus)
- Andinsk tukanett (A. albivitta)
- Strimnäbbad tukanett (A. sulcatus)
- Blånackad tukanett (A. derbianus)
- Tepuítukanett (A. whitelianus)
- Rödgumpad tukanett (A. haematopygus)
- Gulbrynad tukanett (A. huallagae)
- Blåbandad tukanett (A. coeruleicinctis)